# Bob Boozer
Robert Louis Boozer (Omaha, 26 april 1937 – Omaha, 19 mei 2012) was een Amerikaans basketballer. Hij won met het Amerikaans basketbalteam de gouden medaille op de Pan-Amerikaanse Spelen 1959 en de Olympische Zomerspelen 1960.

## Carrière
Boozer speelde collegebasketbal voor de Kansas State Wildcats voordat hij gekozen werd als eerste in de NBA draft in 1959 door de Cincinnati Royals. Hij speelde in 1959 op het Pan-Amerikaanse Spelen en behaalde goud met de Amerikaanse ploeg. Omdat de Olympische Spelen enkel amateurspelers toeliet speelde hij een seizoen voor de Peoria Caterpillars. Hij nam in 1960 met de Amerikaanse ploeg deel aan de Olympische Spelen waar ze goud wonnen. Tijdens de Olympische Spelen speelde hij 8 wedstrijden, inclusief de laatste wedstrijd tegen Italië. Gedurende deze wedstrijden scoorde hij 56 punten.
Hij tekende daarna bij de Cincinnati Royals in de NBA. Hij speelde bij de Royals tot in 1963, toen werd hij geruild naar de New York Knicks in een ruil waarbij ook de Detroit Pistons betrokken waren en volgende spelers: Larry Staverman, Johnny Egan, Donnie Butcher en Bob Duffy. Hij speelde bij de Knicks tot oktober 1965 toen hij geruild werd naar de Los Angeles Lakers voor Dick Barnett. Al in mei 1966 verliet hij de club nadat hij door de Chicago Bulls gekozen was in de NBA expansion draft 1966. Hij werd de eerste speler van de Bulls die speelde als NBA All-Star in 1968.
In september 1969 werd hij samen met Barry Clemens naar de Seattle SuperSonics geruild voor Bob Kauffman en een draftpick. Na een seizoen werd hij geruild naar de Milwaukee Bucks samen met Lucius Allen voor Zaid Abdul-Aziz. Met de Bucks werd hij NBA-kampioen en verliet na het seizoen het profbasketbal.
Na zijn carrière als speler was hij werkzaam bij Northwestern Bell Telephone. In 2010 werd het volledige Olympische team van 1960 toegevoegd aan de Basketball Hall of Fame.

## Prijzen
- NBA-kampioen: 1971
- NBA All-Star: 1968
- Pan-Amerikaanse Spelen: 1959
- Olympische Spelen: 1960
- Nummer 30 teruggetrokken door de Kansas State Wildcats
- Basketball Hall of Fame als onderdeel van de Olympische ploeg van 1960

## Statistieken

### Reguliere seizoen
| Seizoen  | Team                | WG  | MPW  | 2P%  | FW%  | RPW  | APW | PPW  |
| -------- | ------------------- | --- | ---- | ---- | ---- | ---- | --- | ---- |
| 1960/61  | Cincinnati Royals   | 79  | 19,9 | 41,5 | 67,2 | 6,2  | 1,4 | 8,4  |
| 1961/62  | Cincinnati Royals   | 79  | 31,5 | 43,8 | 70,7 | 10,2 | 1,6 | 13,7 |
| 1962/63  | Cincinnati Royals   | 79  | 31,5 | 44,4 | 71,4 | 11,1 | 1,3 | 14,3 |
| 1963/64  | Cincinnati Royals   | 32  | 22,7 | 41,6 | 62,2 | 5,6  | 1,0 | 11,0 |
| 1963/64  | New York Knicks     | 49  | 33,7 | 43,2 | 77,0 | 7,6  | 1,3 | 17,5 |
| 1964/65  | New York Knicks     | 80  | 26,7 | 44,0 | 77,9 | 7,6  | 1,4 | 14,2 |
| 1965/66  | Los Angeles Lakers  | 78  | 23,7 | 48,4 | 77,9 | 7,0  | 1,1 | 12,2 |
| 1966/67  | Chicago Bulls       | 80  | 30,6 | 48,7 | 78,1 | 8,5  | 1,1 | 18,0 |
| 1967/68  | Chicago Bulls       | 77  | 38,8 | 49,2 | 76,8 | 9,8  | 1,6 | 21,5 |
| 1968/69  | Chicago Bulls       | 79  | 36,4 | 48,1 | 80,6 | 7,8  | 2,0 | 21,7 |
| 1969/70  | Seattle SuperSonics | 82  | 31,1 | 49,1 | 82,2 | 8,7  | 1,3 | 15,2 |
| 1970/71  | Milwaukee Bucks     | 80  | 22,2 | 45,0 | 81,8 | 5,4  | 1,6 | 9,1  |
| Carrière | Carrière            | 874 | 29,2 | 46,2 | 76,1 | 8,1  | 1,4 | 14,8 |

### Play-offs
| Seizoen  | Team               | WG | MPW  | 2P%  | FW%  | RPW  | APW | PPW  |
| -------- | ------------------ | -- | ---- | ---- | ---- | ---- | --- | ---- |
| 1961/62  | Cincinnati Royals  | 4  | 35,8 | 56,1 | 75,0 | 10,5 | 0,8 | 18,3 |
| 1962/63  | Cincinnati Royals  | 12 | 31,8 | 41,3 | 71,4 | 8,0  | 1,5 | 13,3 |
| 1965/66  | Los Angeles Lakers | 10 | 18,1 | 40,0 | 75,0 | 5,0  | 0,7 | 6,7  |
| 1966/67  | Chicago Bulls      | 3  | 35,0 | 63,2 | 78,6 | 11,7 | 0,3 | 19,7 |
| 1967/68  | Chicago Bulls      | 5  | 38,0 | 45,2 | 73,7 | 8,8  | 2,4 | 18,8 |
| 1970/71  | Milwaukee Bucks    | 14 | 20,2 | 48,2 | 75,9 | 5,3  | 1,2 | 7,4  |
| Carrière | Carrière           | 48 | 26,7 | 46,7 | 73,9 | 7,1  | 1,2 | 11,6 |

3 Jerry West · 
4 Walt Bellamy · 
5 Bob Boozer · 
6 Terry Dischinger · 
7 Burdette Haldorson · 
8 Darrall Imhoff · 
9 Allen Kelley · 
10 Lester Lane · 
11 Jerry Lucas · 
12 Adrian Smith · 
13 Jay Arnette · 
14 Oscar Robertson · 
Coach Pete Newell
1 Robertson · 
4 Smith · 
5 Winkler · 
7 Allen · 
8 Webb · 
10 Dandridge · 
14 McGlocklin · 
18 Greacen · 
19 Cunningham · 
20 Boozer · 
33 Alcindor · 
35 McLemore · 
Coach Costello